# Атнягузинское сельское поселение
Атнягузинское се́льское поселе́ние — муниципальное образование в Октябрьском районе Пермского края Российской Федерации.
Административный центр — деревня Атнягузи.

## История
Статус и границы сельского поселения установлены Законом Пермской области от 9 декабря 2004 года № 1886-411 «Об утверждении границ и о наделении статусом муниципальных образований Октябрьского района Пермского края»

## Население
| 2010 | 2012 | 2013 | 2014 | 2015 | 2016 | 2017 |
| ---- | ---- | ---- | ---- | ---- | ---- | ---- |
| 1007 | ↘970 | ↘914 | ↘851 | ↘822 | ↘806 | ↘752 |
| 2018 | 2019 |      |      |      |      |      |
| ↘719 | ↘689 |      |      |      |      |      |

## Состав сельского поселения
| № | Населённый пункт | Тип населённого пункта          | Население |
| - | ---------------- | ------------------------------- | --------- |
| 1 | Атнягузи         | деревня, административный центр | 412       |
| 2 | Бартым           | посёлок                         | 364       |
| 3 | Верх-Ирень       | деревня                         | 163       |
| 4 | Кашкина          | деревня                         | 68        |